# Підлісне (Тернопільський район)

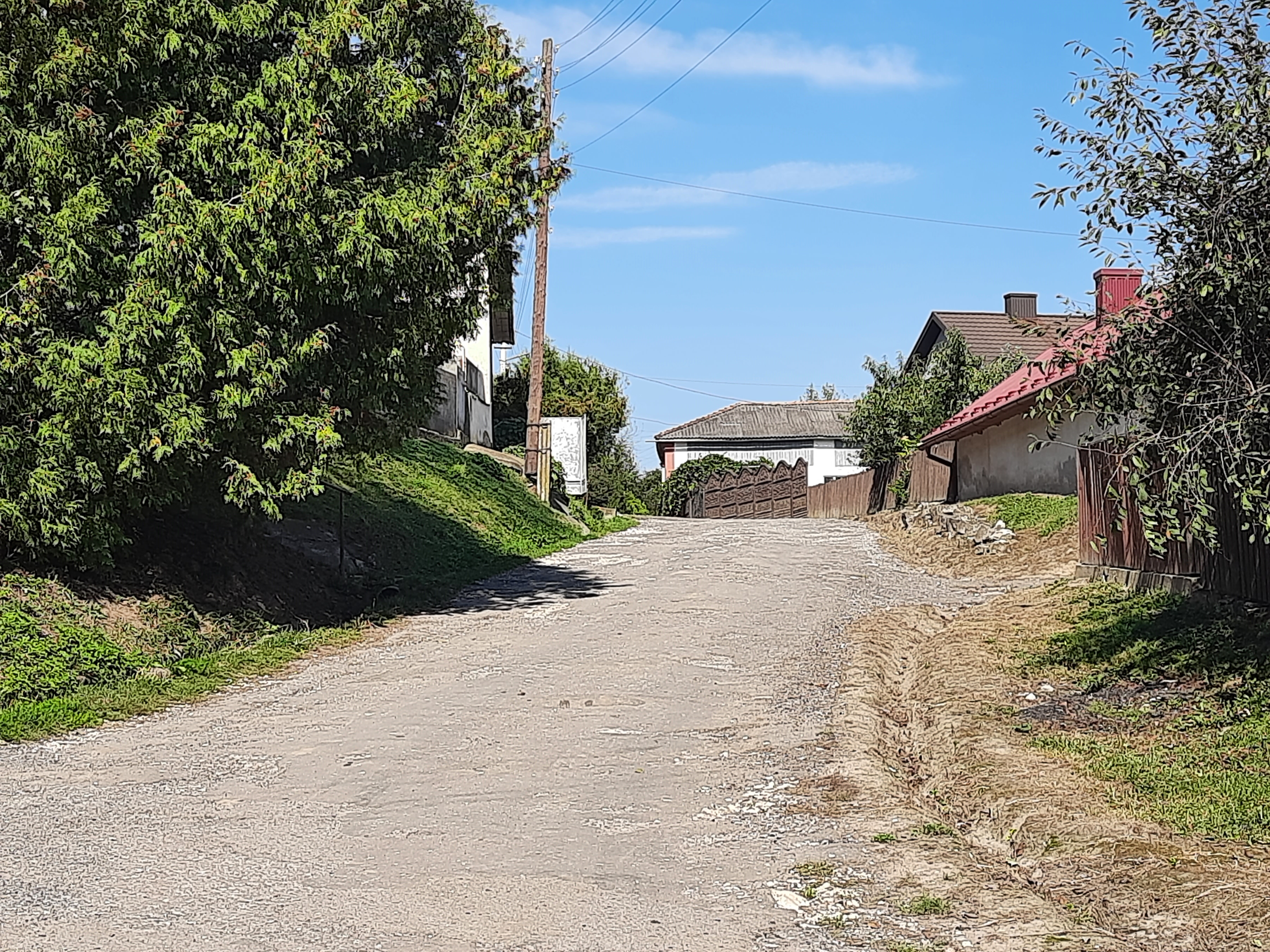
Сільська вулиця

Підлі́сне — село в Україні, у Бережанській міській громаді Тернопільського району Тернопільської області.
Поштове відділення — Жуківське. До 2020 підпорядковане Жуківській сільській раді. До 1964 році називалося Шумляни Малі.
Розташоване на правому березі річки Золота Липа. Населення — 287 осіб (2007). Дворів — 77.

## Географія
У селі є вулиці: Зелена та Шевченка.

### Клімат
Для села характерний помірно континентальний клімат. Підлісне розташоване у «холодному Поділлі» — найхолоднішому регіоні Тернопільської області.
| Клімат Підлісного         | Клімат Підлісного | Клімат Підлісного | Клімат Підлісного | Клімат Підлісного | Клімат Підлісного | Клімат Підлісного | Клімат Підлісного | Клімат Підлісного | Клімат Підлісного | Клімат Підлісного | Клімат Підлісного | Клімат Підлісного | Клімат Підлісного |
| Показник                  | Січ.              | Лют.              | Бер.              | Квіт.             | Трав.             | Черв.             | Лип.              | Серп.             | Вер.              | Жовт.             | Лист.             | Груд.             | Рік               |
| Середній максимум, °C     | −1,5              | −0,2              | 4,7               | 12,7              | 18,8              | 21,9              | 23,3              | 22,6              | 18,4              | 12,5              | 5,4               | 0,5               | 11                |
| Середня температура, °C   | −4,4              | −3,1              | 1,1               | 7,9               | 13,5              | 16,6              | 18,0              | 17,2              | 13,4              | 8,1               | 2,6               | −2                | 7                 |
| Середній мінімум, °C      | −7,3              | −5,9              | −2,4              | 3,2               | 8,2               | 11,4              | 12,8              | 11,9              | 8,4               | 3,7               | −0,2              | −4,4              | 3                 |
| Норма опадів, мм          | 33                | 32                | 34                | 50                | 77                | 91                | 96                | 71                | 57                | 39                | 37                | 41                | 658               |
| ------------------------- | ----------------- | ----------------- | ----------------- | ----------------- | ----------------- | ----------------- | ----------------- | ----------------- | ----------------- | ----------------- | ----------------- | ----------------- | ----------------- |
| Джерело: climate-data.org |                   |                   |                   |                   |                   |                   |                   |                   |                   |                   |                   |                   |                   |

## Історія
Перша писемна згадка — 1773 року.
Діяли товариства «Просвіта», «Січ», «Сільський Господар», кооператива.
12 червня 2020 року, відповідно до розпорядження Кабінету Міністрів України № 724-р «Про визначення адміністративних центрів та затвердження територій територіальних громад Тернопільської області» увійшло до складу Бережанської міської громади.
19 липня 2020 року, в результаті адміністративно-територіальної реформи та ліквідації Бережанського району, село увійшло до складу Тернопільського району.

## Політика

### Парламентські вибори, 2019
На позачергових парламентських виборах 2019 року у селі функціонувала окрема виборча дільниця № 610022, розташована у приміщенні народного дому.
Результати
- зареєстровано 196 виборців, явка 63,78%, найбільше голосів віддано за «Слугу народу» — 26,02%, за Всеукраїнське об'єднання «Батьківщина» — 15,45%, за «Голос» — 13,82%[5]. В одномандатному окрузі найбільше голосів отримав Іван Чайківський (самовисування) — 31,20%, за Тараса Юрика (Європейська Солідарність) — 21,60%, за Володимира Кісілевича (Слуга народу) — 16,80%[6].

## Населення

### Мова
Розподіл населення за рідною мовою за даними перепису 2001 року:
| Мова       | Кількість | Відсоток |
| ---------- | --------- | -------- |
| українська | 294       | 100%     |

## Пам'ятки
- церква Різдва Пресвятої Богородиці (1999, ПЦУ),
- церква Різдва Пресвятої Богородиці (1932, УГКЦ).

Встановлено пам'ятні хрести на честь скасування панщини і на честь незалежності України (1992), насипано символічну могилу діячам ОУН і воякам УПА, відкрито гранітний пам'ятник Матерям героїв України (2007; ініціатор і жертводавець М. Федор).

### Пам'ятний знак на честь скасування панщини
На честь скасування панщини жителі села насипали великий пагорб (навпроти вулиці до Лепкого), посадили чотири ясени і спорудили капличку, покривши її стріхою. Під час Першої світової війни в 1914 році капличка згоріла. Відновив кам'яний хрест після війни Юзько Вітковський, а в 1989 році новий хрест поставив Степан Стефанів та Стан Герасимів (пам'ятка історії місцевого значення).

## Соціальна сфера
Працюють загальноосвітня школа І ступеня, бібліотека, ФАП.

## Відомі люди

### Перебували
- фольклорист, етнограф, історик Зенон Кузеля,
- поет, прозаїк, громадсько-культурний діяч Богдан Лепкий,
- релігійний діяч, письменник Сильвестр Лепкий та ін.